# Adeva
Adeva (* 1960 in Paterson, New Jersey, bürgerlich Patricia A. Daniels) ist eine afroamerikanische House- und R&B-Sängerin. Sie hatte eine Reihe erfolgreicher Hits Ende der 1980er bis Anfang der 1990er, vor allem Warning, I Thank You und Respect.

## Karriere
Bekannt für ihre kraftvolle Stimme veröffentlichte sie 1989 eine Version der Hits Respect von Otis Redding, womit sie Platz 17 in Großbritannien erreichte. Im selben Jahr brachte sie ihr Debütalbum Adeva! heraus. Das Album wurde in den USA 1990 durch das Label Capitol/EMI Records unter Lizenz von Chrysalis Records in Großbritannien vertrieben, wo sie ursprünglich unterschrieben hatte. Das Album war ein kommerzieller Erfolg und kam auch bei Kritikern gut an. Es enthielt mehrere Hitsingles wie Beautiful Love, I Thank You und Musical Freedom. Respect blieb bis heute ein Favorit auf Contemporary/Urban-Radiostationen, besonders in New York.
Zufälligerweise erreichten die drei erfolgreichsten Singles ihres Albums 1989 alle Rang 17 in den britischen Singlecharts. Zudem schaffte sie es, obwohl sie keine Top-10-Single daraus hatte, mit dem Debütalbum die Top Ten zu erreichen, was für einen Dancekünstler ungewöhnlich ist.
Ihr zweites Album Love or Lust? schaffte es 1991 weder in die britischen noch in die US-Charts trotz zweier Hitsingles, Independent Woman und It Should Have Been Me.
Adeva arbeitete mit dem House-Pionier Frankie Knuckles 1995 zusammen, mit dem sie zwei Top-40-Singles und ein Album namens Welcome to the Real World veröffentlichte.
Die A-cappella-Version der Single In and Out of My Life von 1988 wurde zu einem bekannten Houserefrain. Es wurde von zahlreichen Künstlern inklusive Onephatdeeva und Eric Prydz gesamplet, die beide den Gesang für ihre Hits In and Out of My Life bzw. In and Out benutzten. Adeva ist weiterhin eine sehr geschätzte Person in der New Yorker Garage- und der UK-Garage-/House-Szene. Im Jahr 1999 veröffentlichte sie eine Coverversion von dem Prince-Song 1999.
Zurzeit wohnt Adeva in North Carolina, wo sie in einer Mittelschule unterrichtet.

## Diskografie

### Alben
| Jahr | Titel  | Höchstplatzierung, Gesamtwochen, AuszeichnungChartplatzierungen (Jahr, Titel, Platzierungen, Wochen, Auszeichnungen, Anmerkungen) | Höchstplatzierung, Gesamtwochen, AuszeichnungChartplatzierungen (Jahr, Titel, Platzierungen, Wochen, Auszeichnungen, Anmerkungen) | Höchstplatzierung, Gesamtwochen, AuszeichnungChartplatzierungen (Jahr, Titel, Platzierungen, Wochen, Auszeichnungen, Anmerkungen) | Anmerkungen                                                           |
| Jahr | Titel  | DE | CH | UK | Anmerkungen                                                           |
| ---- | ------ | --- | --- | --- | --------------------------------------------------------------------- |
| 1989 | Adeva! | DE28 (19 Wo.)DE | — | UK6 Platin · (24 Wo.)UK | Erstveröffentlichung: August 1989 Produzenten: Smack Productions Inc. |

Weitere Alben
- 1991: Love or Lust?
- 1995: Welcome to the Real World (Frankie Knuckles feat. Adeva)
- 1997: New Direction

### Kompilationen
- 1989: The 12 Inch Mixes
- 1992: Hits!
- 1995: All the Hits – In Ya Face
- 1996: Ultimate Adeva

### Singles
| Jahr | Titel Album                                              | Höchstplatzierung, Gesamtwochen, AuszeichnungChartplatzierungen (Jahr, Titel, Album, Platzierungen, Wochen, Auszeichnungen, Anmerkungen) | Höchstplatzierung, Gesamtwochen, AuszeichnungChartplatzierungen (Jahr, Titel, Album, Platzierungen, Wochen, Auszeichnungen, Anmerkungen) | Höchstplatzierung, Gesamtwochen, AuszeichnungChartplatzierungen (Jahr, Titel, Album, Platzierungen, Wochen, Auszeichnungen, Anmerkungen) | Höchstplatzierung, Gesamtwochen, AuszeichnungChartplatzierungen (Jahr, Titel, Album, Platzierungen, Wochen, Auszeichnungen, Anmerkungen) | Anmerkungen |
| Jahr | Titel Album                                              | DE | CH | UK | Dance | Anmerkungen |
| ---- | -------------------------------------------------------- | --- | --- | --- | --- | --- |
| 1988 | Respect Adeva!                                           | — | — | UK17 (9 Wo.)UK | Dance21 (12 Wo.)Dance | Erstveröffentlichung: Dezember 1988 Autor und Original: Otis Redding, 1965                                                                                             |
| 1989 | Musical Freedom (Moving On Up) Adeva!                    | — | — | UK22 (8 Wo.)UK | — | Erstveröffentlichung: März 1989 Paul Simpson feat. Adeva Autoren: Carmen Brown, Paul Simpson                                                                           |
| 1989 | Warning! Adeva!                                          | — | — | UK17 (8 Wo.)UK | Dance4 (10 Wo.)Dance | Erstveröffentlichung: Juli 1989 Autoren: Debbie Parkin, Rico Tyler, Roderick Goode                                                                                     |
| 1989 | I Thank You Adeva!                                       | DE38 (10 Wo.)DE | — | UK17 (9 Wo.)UK | — | Erstveröffentlichung: Oktober 1989 Autor: Kevin Lewis |
| 1989 | Beautiful Love Adeva!                                    | — | — | UK57 (6 Wo.)UK | — | Erstveröffentlichung: Dezember 1989 Autoren: Keith Jacks, Patricia Daniels                                                                                             |
| 1990 | Treat Me Right Adeva!                                    | — | — | UK62 (3 Wo.)UK | — | Erstveröffentlichung: April 1990 Autoren: Roger Cozine, Troy Patterson                                                                                                 |
| 1991 | Ring My Bell Love or Lust?                               | DE25 (10 Wo.)DE | CH8 (11 Wo.)CH | UK20 (5 Wo.)UK | — | Erstveröffentlichung: März 1991 Monie Love vs. Adeva Autor: Frederick Knight Original: Anita Ward, 1979                                                                |
| 1991 | It Should’ve Been Me Love or Lust?                       | — | — | UK48 (3 Wo.)UK | Dance1 (13 Wo.)Dance | Erstveröffentlichung: Oktober 1991 Autoren: Norman Whitfield, William Stevenson                                                                                        |
| 1992 | Don’t Let It Show on Your Face –                         | — | — | UK34 (4 Wo.)UK | — | Erstveröffentlichung: Februar 1992 Autoren: Byron Stingley, Mark Ingrams, Orbert Davis                                                                                 |
| 1992 | Independent Woman Love or Lust?                          | — | — | — | Dance7 (11 Wo.)Dance | Erstveröffentlichung: Februar 1992 Autoren: Eddie Perez, Michael Cameron, Patricia Daniels, Roderick Goode                                                             |
| 1992 | Until You Come Back to Me Love or Lust?                  | — | — | UK45 (3 Wo.)UK | — | Erstveröffentlichung: Mai 1992 Autoren: Michael Ward, Shaun Ward |
| 1992 | I’m the One for You Love or Lust?                        | — | — | UK51 (12 Wo.)UK | — | Erstveröffentlichung: Oktober 1992 Autoren: Michael Cameron, Raymond Arenas, Roderick Goode, Shedrick Guy                                                              |
| 1993 | Respect ’93 –                                            | — | — | UK65 (1 Wo.)UK | — | Erstveröffentlichung: November 1993 Remix: Mental Instrum |
| 1995 | Too Many Fish Welcome to the Real World                  | — | — | UK34 (2 Wo.)UK | Dance1 (13 Wo.)Dance | Erstveröffentlichung: April 1995 Frankie Knuckles feat. Adeva Autoren: Danny Madden, Frankie Knuckles, Patricia Daniels                                                |
| 1995 | Whadda U Want (From Me) Welcome to the Real World        | — | — | UK36 (2 Wo.)UK | Dance3 (11 Wo.)Dance | Erstveröffentlichung: August 1995 Frankie Knuckles feat. Adeva Autoren: Danny Madden, Lati Kronlund                                                                    |
| 1995 | Walkin’ Welcome to the Real World                        | — | — | — | Dance5 (13 Wo.)Dance | Erstveröffentlichung: November 1995 Frankie Knuckles feat. Adeva und Ricky Dillard’s New Generation Chorale Autoren: Patricia Daniels, Frankie Knuckles, Laythan Armor |
| 1996 | Do Watcha Do National Anthems                            | — | — | UK54 (3 Wo.)UK | Dance40 (5 Wo.)Dance | Erstveröffentlichung: März 1996 Hyper Go-Go feat. Adeva Autoren: Alex Bell, James Diplock, Patricia Daniels                                                            |
| 1996 | Love Can Change It Welcome to the Real World             | — | — | — | Dance18 (10 Wo.)Dance | Erstveröffentlichung: April 1996 Frankie Knuckles feat. Adeva Autoren: Billy Beck, Danny Madden, Rick Brown                                                            |
| 1997 | Where Is the Love? / The Way That You Feel New Direction | — | — | UK54 (1 Wo.)UK | — | Erstveröffentlichung: Juli 1997 Autoren: Rick Mitra / Craig J. Snider, Mark Picchiotti, Terri Symon                                                                    |
| 1997 | Don’t Think About It New Direction                       | — | — | UK78 (1 Wo.)UK | — | Erstveröffentlichung: Oktober 1997 Autoren: Sarah Anne Webb, Kwame Kwaten, Steve Marston, Ed Baden Powell                                                              |
| 2003 | In & Out –                                               | — | — | UK96 (1 Wo.)UK | — | Erstveröffentlichung: November 2003 Radical Noiz feat. Adeva Autoren: Deekai, E-Craig, MacMark                                                                         |

Weitere Singles
- 1988: In and Out of My Life
- 1995: Passion & Pain (Frankie Knuckles feat. Adeva)
- 1997: Tha Wildstyle
- 1997: EP
- 1998: Been Around
- 2004: In & Out (Eric Prydz feat. Adeva)
- 2004: Wish I Never Knew (Slippery People feat. Adeva)
- 2015: I Deserve to Breathe (Louie Vega starring Adeva)